# Kim Rhodes
Kimberly "Kim" Rhodes, född 7 juni 1969 i Portland, Oregon, är en amerikansk skådespelerska. Hon medverkar bland annat i Disney Channel-TV-serien Zack & Codys ljuva hotelliv, där hon spelar mot bland andra Dylan och Cole Sprouse, Ashley Tisdale, Phill Lewis och Brenda Song.
Rhodes har också medverkat i ett flertal TV-serier, som bland annat Martial Law, Star Trek: Voyager och CSI: Crime Scene Investigation.

## Television
- 1996-1999 - Another World - Cynthia "Cindy" Brooke Harrison
- 1999 - The Lot - Rachel Lipton
- 2000-2001 - As the World Turns - Cindy Harrison
- 2005-2008 - The Suite Life of Zack & Cody - Carey Martin
- 2008-2009 The Suite Life on Deck - Carey Martin

## Filmografi
- 2001 - In Pursuit - Ann Sutton
- 2004 - Christmas with the Kranks - Kontorspersonal
- 2008 - Mostly Ghostly - Harriett
- 2008 - A Kiss at Midnight - Nunnan Maureen